# لوسی گانون
لوسی گانون (انگلیسی: Lucy Gannon؛ زادهٔ ۱۹۴۸ میلادی) نمایشنامه‌نویس، نویسنده و تهیه‌کننده تلویزیونی اهل بریتانیا است.
از فیلم‌ها یا مجموعه‌های تلویزیونی که وی نویسندگی یا تهیه‌کنندگی آن‌ها را به عهده داشته‌است، می‌توان به مجموعه تلویزیونی برامول و فیلم تلویزیونی بهترین مردان اشاره نمود.